# Cratere Trouvelot (Marte)
Trouvelot è un cratere sulla superficie di Marte.
Il cratere è dedicato all'astronomo francese Étienne Léopold Trouvelot.